# K.G. Saur Verlag
K.G. Saur Verlag är ett imprint (förlagsnamn) inom förlagskoncernen Walter de Gruyter, uppkallat efter grundaren Klaus Gerhard Saur med säte i München i Tyskland.
K.G. Saur Verlag har cirka 111 medarbetare och marknadsför 3 800 titlar (januari 2007) över hela världen, huvudsakligen inom det vetenskapliga området. Till förlagets produkter räknas Deutsche Biographische Enzyklopädie, Bibliotheca Teubneriana och World Biographical Information System med biografiska upplysningar om ungefär 5 miljoner personer, från fjärde årtusendet före Kristus till nutid. Företagets VD heter Clara Waldrich.

## Historik
Klaus Gerhards far Karl-Otto Saur, "medlöpare" till naziregimen [källa behövs], grundade 1948 (eller 1949?) tillsammans med Margarethe Gringmuth Ingenieurbüro für Betriebs- und Büroorganisation (ingenjörsbyrå för företags- och kontorsorganisation). 1954 döptes verksamheten om till Dokumentation der Technik (teknisk dokumentation) och flyttade till gatan Rosenheimer Straße. 1963 blev sonen Klaus Gerhard Saur delägare i firman, som nu flyttade till området Pullach. Fadern dog 1966 och därefter döptes firman om till Verlag Dokumentation Saur o.H.G. Den leddes nu av Klaus Gerhard Saur och hans bror Karl-Otto Saur junior.
1972 tillkom Daniel Melcher från Charlottesville som kommanditdelägare. Tre år senare flyttade företaget till stadsdelen Solln. 1977 grundades K.G. Saur Inc. i New York och Minerva Publikation Saur GmbH och ett år senare antog företaget sitt nuvarande namn. Under 1978 bildades K.G. Saur Editeur S.A.R.L. i Paris och man övertog förlaget Clive Bingley i London, som döptes om till K.G. Saur Publishing Ltd. Men verksamheterna i London och New York avvecklades i slutet av 1970-talet.
Ett dotterbolag i New York nygrundades 1983, 1987 såldes förlaget till brittiska Reed International, 1989 uppköptes Francke AG i Bern och Verlag Art Address i Frankfurt. Huvudkontoret flyttades 1991 till stadsdelen Sendling-Westpark i München. Samma år övertogs Meckler Publishing i New Haven, Connectictut och utgivningen av Allgemeines Künstlerlexikon av E.A. Seeman Verlag i Leipzig. År 2000 sålde Reed Elsevier förlaget K.G. Saur till Gale Group inom Thomson Corporation.
År 2005 övertogs Max Niemeyer Verlag. 2006 såldes förlaget till koncernen Walter de Gruyter.